# پتروپاولوفکا (شهرستان استرلیتاماکسکی، باشقیرستان)
پتروپاولوفکا (انگلیسی: Petropavlovka, Sterlitamaksky District, Republic of Bashkortostan) یک شهرک در شهرستان استرلیتاماکسکی استان باشقیرستان کشور روسیه است.